# نیم‌رسانای دو بعدی
نیمه رساناهای دوبعدی، دسته ای از نیم‌رسانا‌های طبیعی هستند که ضخامت آنها در مقیاس اتمی می‌باشد. اولین عضو این خانواده که در سال ۲۰۰۴ میلادی توسط آندره گایم و کنستانتین نووسلف کشف گردید، گرافین نام دارد. این ماده، ساختاری تک لایه از اتم‌های کربن است که دارای آرایش لانه زنبوری (شش ضلعی منتظم) می‌باشند. علت توجه فراوان به این مواد از اینروست که این نیم‌رساناها از اتصالات پیزوالکتریک(اثر فشاربرقی) قوی تری نسبت به مواد در حالت بالک برخوردارند که آنها را به گزینه ای مناسب جهت استفاده در اجزای نانو الکترونیک برای کاربرد در حسگرهاو اکتیویتورها تبدیل می‌کند. در این حوزه پرکاربرد در فیزیک حالت جامد، در حال حاضر بیشتر تحقیقات بر روی طراحی ادوات نانو الکترونیک با استفاده از گرافن به عنوان ماده ای رسانای الکتریکی، نیترید بور هگزاگونال (hBN) به عنوان عایق الکتریکی و دی کالکوژنیدهای فلزات انتقالی به عنوان نیم‌رسانا متمرکز است.

## مواد

### گرافن
دو سطح گرافن، ورقه‌های منفرد از اتمهای کربن است که در یک شبکه شش ضلعی لانه زنبوری قرار گرفته‌اند. به علت داشتن تنها دو سطح و نداشتن حجم، گرافن نازکترین ماده ممکن است، اما به دلیل پیوندهای اوربیتالی پی و سیگما، ۵ برابر از فولاد مستحکم تر است. گرافن از تحرک الکترونی و هدایت حرارتی بالایی برخوردار است. اگرچه می‌توان از گرافن در کاربردهای مختلف استفاده کرد، اما یک مشکل در مورد گرافن عدم وجود شکاف انرژی در آن است که به خصوص در مورد ادوات الکترونیکی دیجیتال مشکل ایجاد می‌کند، زیرا قادر به خاموش کردن ترانزیستورهای اثر میدانی(FET) نیست. نانوورقه‌های سایر عناصر گروه چهار اصلی جدول تناوبی (Si,Ge,Sn) خواص ساختاری و الکترونیکی مشابه گرافن را از خود نشان می‌دهند.

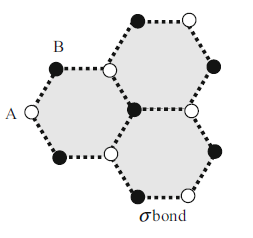
ساختار لانه زنبوری گرافن و زیر شبکه‌های مثلثی آن

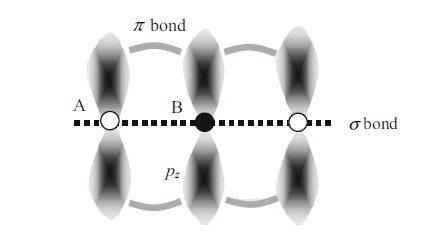
رسانش در گرافن از طریق هیبریداسون اوربیتالهای پی

### نیترید بور هگزاگونال(hBN)
نیترید بور هگزاگونال (h-BN)، که به عنوان «گرافن سفید» نیز شناخته می‌شود، از نظر ساختاری شبیه گرافیت است و به جای کربن، دارای آرایش لانه زنبوری با اتم‌های بور و نیتروژن به‌صورت متناوب است.h-BN دارای شکاف انرژی بالاتری (۵/۹۷ الکترون ولت) نسبت به گرافن است، بنابراین به جای اینکه رفتاری مشابه یک شبه فلز داشته باشد، به عنوان یک عایق عمل می‌کند. با این وجود، به دلیل داشتن لبه‌های تیز و زیگزاگی و وجود جای خالی‌های اتمی، می‌تواند به عنوان نیم رسانا با قابلیت رسانایی بهبود یافته عمل کند.h-BN به دلیل عایق بودن آن، اغلب به عنوان بستر و سد حفاظتی استفاده می‌شود. علاوه بر این، h-BN دارای هدایت حرارتی و مقاومت مکانیکی بالایی است؛ بنابراین می‌توان به دلیل داشتن پایداری شیمیایی و حرارتی، در برابر اسیدها و بازها و هدایت حرارتی بالا، به عنوان نگه دارنده درکاتالیزورهای فلزی از آن استفاده کرد.

### دی کالکوژنیدهای فلزات انتقالی
دی کالکوژنیدهای فلزات انتقالی (TMDCs) یک گروه از مواد دو بعدی هستند، که دارای فرمول شیمیایی MX2 هستند. در اینجا M نمایانگر فلزات انتقالی از گروه‌های چهار، پنج و شش فرعی جدول تناوبی است و X نمایانگر یک کالکوژن مانند گوگرد، سلنیوم یا تلوریم است.MoS2, MoSe2, MoTe2, WS2, WSe2 نمونه‌هایی از دی کالکوژنیدهای فلزات انتقالی هستند.TMDCها دارای ساختار لایه ای از اتم‌های فلزی بین دو صفحه از اتم‌های کلکوژن هستند که در شکل ۱ نشان داده شده‌است. پیوندهای اتمی موجود در هر لایه قوی است، اما در بین لایه‌ها ضعیف است؛ بنابراین، TMDCها را می‌توان به راحتی با استفاده از روشهای مختلف به لایه‌هایی نازک در مقیاس اتمی تبدیل کرد.TMDCها ویژگیهای نوری و الکتریکی وابسته به لایه را از خود نشان می‌دهند. هنگامی که به صورت تک لایه‌ها در می‌آیند، شکافهای انرژی در چند نمونه از TMDC از غیر مستقیم به مستقیم (گاف انرژی مستقیم و غیرمستقیم) تغییر می‌کنند، که منجر به کاربردهای گسترده‌ای در نانوالکترونیک و الکترونیک نوری می‌شود.

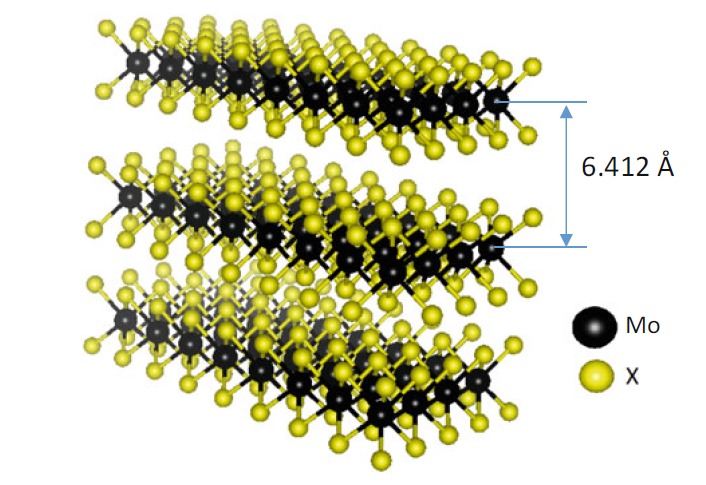
ساختار لایه ای دی سولفید مولیبدن شبیه‌سازی شده با نرم‌افزار VESTA

## روش‌های سنتز
مواد نیم رسانای دو بعدی اغلب با استفاده از روش رسوب شیمیایی از فاز بخار (CVD) سنتز می‌شوند. بدین علت که CVD می‌تواند لایه ای با سطح ویژه بالا، با کیفیت خوب و قابلیت رشد کنترل شده از مواد را فراهم کند. همچنین می‌تواند سنتز اتصالات ناهمگن دو بعدی را انجام دهد. هنگامی که قطعه ای با انباشتن لایه‌های دو بعدی بر روی هم ساخته می‌شود، اغلب از روش لایه برداری مکانیکی و به دنبال آن انتقال استفاده می‌شود. سایر روش‌های سنتز شامل لایه برداری شیمیایی، سنتز هیدروترمال و تجزیه حرارتی است.

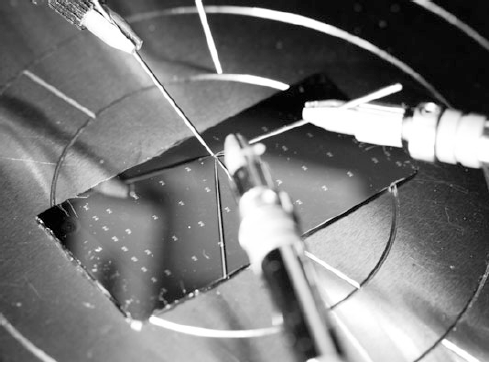
ترانزیستورهای اثر میدانی از جنس گرافن که به روش رسوب دهی شیمیایی از فاز بخار بر روی یک تراشه گرافنی نشانده شده‌اند

## کاربردهای عملی
برخی از کاربردهای عملی شامل دستگاه‌های الکترونیکی، ادوات نوری و ذخیره‌سازی انرژی و بسترهای قابل انعطاف و شفاف است.

### ادوات الکترونیکی
نیم رساناهای دوبعدی می‌توانند به عنوان ترانزیستور در ادوات الکترونیکی دیجیتال استفاده شوند. بارهای ناخالص موجود در فصل مشترک‌هایی که عاری از پیوندهای آزاد هستند، به نیم رساناهای دو بعدی امکان استفاده در دستگاه‌های کم مصرف را می‌دهند. اتصال نیم رساناهای دوبعدی به دلیل توانایی آن‌ها در بهینه‌سازی و تنظیم انتقال حرارتی، در آینده دارای پتانسیل زیادی جهت توسعه مدارهای نانو است.

### ادوات ذخیره‌سازی و تبدیل انرژی
نیم رساناهای دوبعدی پتانسیل استفاده در تبدیل انرژی خورشیدی را دارند. ساختار نازک اتمی امکان کاهش سرعت نوترکیبی حامل‌های بار را فراهم می‌کند، که منجر به هدایت بهتر جریان الکتریکی ایجاد شده در اثر تابش نور می‌شود.

### زیرلایه‌های انعطاف‌پذیر و شفاف
از لایه نازک مواد دوبعدی می‌توان در ابزارهای الکترونیکی انعطاف‌پذیر استفاده کرد. به‌طور خاص، MoS2 دوبعدی به دلیل انعطاف‌پذیری صفحات، پیوندهای کووالانسی قوی و خصوصیات الکترونیکی متنوع، می‌تواند برای ایجاد نمایشگرهای نازک و ادوات الکترونیکی پوشیدنی مورد استفاده قرار گیرد.